# Кристиан Карл фон Шлезвиг-Холщайн-Зондербург-Пльон
Кристиан Карл фон Шлезвиг-Холщайн-Зондербург-Пльон-Норбург (на немски: Christian Karl von Schleswig-Holstein-Sonderburg in Norburg; * 20 август 1674 в Магдебург; † 23 май 1706 в Зондерборг) от фамилията Олденбург е принц от Шлезвиг-Холщайн-Зондербург-Пльон-Норбург и бранденбург-пруски офицер.
Той е вторият син на херцог Август фон Шлезвиг-Холщайн-Норбург-Пльон (1635 – 1699) и съпругата му принцеса Елизабет Шарлота фон Анхалт-Харцгероде (1647 – 1723), дъщеря на принц Фридрих фон Анхалт-Бернбург-Харцгероде и първата му съпруга графиня Йохана Елизабет фон Насау-Хадамар.

Той е по-малък брат на херцог Йоахим Фридрих (1668 – 1722).
Кристиан Карл започва военна кариера. На 30 ноември 1697 г. е полковник на Бранденбург. На 14 януари 1705 г. той става пруски генерал-майор.
Кристиан Карл умира от едра шарка на 23 май 1706 г. на 31 години. Погребан е първо в Норбург. След това е преместен в княжеската гробница в Пльон, след като син му Фридрих Карл, след дълъг процес за престола, става херцог на Шлезвиг-Холщайн-Зондербург-Пльон.

## Фамилия
Кристиан Карл се жени тайно на 20 февруари 1702 г. (морганатичен брак) в Грос-Умщат за Доротея Христина фон Айхелберг (* 23 януари 1674 в Норбург; † 22 юни 1762 в Райнфелд) (от 1702 Фрау фон Карлщайн, 1722 принцеса на Дания), дъщеря на Йохан Франц фон Айхелберг (амтман в Норбург), и Анна София фон Траутенбург-Байер. Доротея преди това е камиерерка на Елизабет Шарлота фон Анхалт-Харцгероде. Христиан Карл се отказва от княжеските си права и взема фамилното име фон Карлщайн. Те имат децата:
- Шарлота Амалия Ернестина (* 20 март 1703, умира като дете)
- Вилхелмина Августа (1704 – 1749), омъжена на 30 септември 1731 г. в Алтона за граф Конрад Детлев фон Ревентлов (1704 – 1750), син на граф Кристиан Детлев фон Ревентлов (1671 – 1738)
- Фридрих Карл (1706 – 1761), женен на 18 юли 1730 г. в Копенхаген за графиня Христиана Армгардис (Ирмгард) фон Ревентлов (1711 – 1779), дъщеря на граф Кристиан Детлев фон Ревентлов